# Roy Brown
Roy Brown (Kinder, 1920. szeptember 10. – San Fernando, 1981. május 25.) amerikai bluesénekes. Roy Brown jelentős hatással volt rhythm and blues a korai rock and roll fejlődésére. A „Good Rockin' Tonight” című slágerét számos előadó feldolgozta, köztük Wynonie Harris, Elvis Presley, Bruce Springsteen, Paul McCartney, Joe Ely, Ricky Nelson, Jerry Lee Lewis, Pat Boone, James Brown, a The Doors. Brown volt az egyik első népszerű R&B énekes, aki olyan dalokat adott elő a gospel értelmezésben, amelyet akkoriban az egyház tabunak tartott. Énekstílusa olyan jelentős előadókra is hatással volt, mint B.B. King, Bobby Bland, Elvis Presley, Jackie Wilson, James Brown és Little Richard.

## Pályakép
Roy Brown 1925-ben született New Orleans-közeli Kinderben. Még gyerekként ment Eunice-be, ahol 1938-ban gospel-kvartettet alakított. 1942-ben Los Angelesben többek között bokszolóként keresett megélhetést. 1945-ben megnyert egy énekversenyt. Ezután énekesként Bing Crosby követőként próbált megélni. 1946-ban felvette a „Deep Sea Diver” című számot a Gold Star kiadónál, de az nem került fel a slágerlistákra. Ugyanebben az évben Brown megírta a Good Rocking Tonight című jump bluest. Visszatért New Orleansba, és felajánlotta a dalt a népszerű bluesénekesnek, Wynonie Harrisnak, aki eleinte elutasította azt. 1947-ben Brown végül maga vette fel a dalt. A szám 1947 szeptemberében jelent meg, és elérte a 13. helyet az R&B listán. Harris most már felismerte a lehetőséget. A dal 1948 májusában az első lett vele az R&B listákon. Elvis Presley 1954. szeptemberében vette fel a dalt.
Roy Brown „Mighty-Mighty Men” nevű zenekarával Brown végül az Egyesült Államok egész területén fellépett. Ötödik kislemeze, a „Long about Midnight” az R&B toplisták 1. helyére került.
Első milliós példányú lemeze „Hard Luck Blues” volt (1950). 1956-ban a „Dave Bartholomew Let The Four Winds Blow” című szerzeményét a Fats Domino tette slágerré. Bartholomew producerrel összesen 20 számot rögzítettek 1956 és 1958 között, amelyek egy része tipikus New Orleans-i hangzásában készült.
Brown átállása a rock and rollra eredeti blues stílusa miatt nem volt sikeres, mert ez inkább a felnőtt közönséget vonzotta.
1952-ben beperelte menedzserét a ki nem fizetett jogdíjakért, de csak azt érte el, hogy kiradírozta magát a zeneiparból. Életének ezt a szakaszát háztól-házig enciklopédia-ügnökként töltötte. 1970-ben tért vissza, és fellépett a Monterey Jazz Festivalon. Az évtized hátralévő részében turnézott, 1978-ban Európában is. 1970-ben a létrehozott nagylemezükön olyan zenészek szerepeltek, mint Shuggie Otis és Margie Evans, és olyan kissé elfeledett előadók, mint Roy Milton, Big Joe Turner. 
Brown szívinfarktusban halt meg 1981. május 25-én.

## Lemezválogatás
- Deep Sea Diver / By Baby Bye, 1946
- Good Rockin' Tonight / Lollipop Mama, 1947
- Special Lesson No. 1 / Woman's A Wonderful Thing, 1946
- Roy Brown's Boogie / Please Don't Go, 1947
- Mighty Mighty Man / Miss Fanny Brown, 1947
- Long 'Bout Midnight / Whose Hat Is That, 1948
- 'Fore Day In The Morning / Rainy Weather Blues, 1948
- Rockin' At Midnight / Judgement Day Blues, 1949
- Please Don't Go (Come Back, Baby) / Riding High, 1949
- Boogie At Midnight / The Blues Got Me Again, 1949
- Hard Luck Blues / New Rebecca, 1950
- Love Don't Love Nobody / Dreaming Blues, 1950
- Cadillac Baby / 'Long About Sundown, 1950
- Train Time Blues / Big Town, 1951
- Good Rockin' Man / Bar Room Blues, 1951
- Travellin' Man / Hurry Hurry Back Baby, 1953
- Grandpa Stole My Baby / Money Can't Buy Love, 1953
- Trouble At Midnight / Bootleggin' Baby, 1954
- My Little Angel Child / She's Gone Too Long, 1954
- Party Doll / I'm Sticking With You, 1957
- Let The Four Winds Blow / Diddy-Y-Diddy-O, 1957

## Díjak
- 1981: Blues Hall of Fame (posztumusz)